# Castilla (provincie)
Castilla is een Peruaanse provincie. Samen met zeven andere provincies vormt Castilla de regio Arequipa. De provincie heeft een oppervlakte van 6.914 km² en heeft 38.670 inwoners (2015). De hoofdplaats van de provincie is het district Aplao.
De provincie grenst in het noorden aan de provincie Condesuyos, in het oosten aan de provincies Caylloma en Arequipa, in het zuiden aan de provincie Camaná en in het westen aan de provincie Condesuyos.

## Bestuurlijke indeling
De provincie Castilla is opgedeeld in 14 districten, UBIGEO tussen haakjes:
- (040402) Andagua
- (040401) Aplao, hoofdplaats van de provincie
- (040403) Ayo
- (040404) Chachas
- (040405) Chilcaymarca
- (040406) Choco
- (040407) Huancarqui
- (040408) Machaguay
- (040409) Orcopampa
- (040410) Pampacolca
- (040411) Tipan
- (040412) Uñon
- (040413) Uraca
- (040414) Viraco

Arequipa · Camaná · Caravelí · Castilla · Caylloma · Condesuyos · Islay · La Unión